# 亚什兰 (路易斯安那州)
亚什兰（英語：Ashland），是美国路易斯安那州下属的一座村镇。根据2010年美国人口普查，该市有人口269人。建置上属于“village”。